# مرتضی تبریزی
مرتضی تبریزی (زادهٔ ۱۶ دی ۱۳۶۹) بازیکن فوتبال اهل ایران است که در پست مهاجم برای باشگاه فوتبال پیکان در لیگ برتر خلیج فارس بازی می‌کند.

## باشگاهی

### مس کرمان
مرتضی تبریزی محصول تیم جوانان مس کرمان است. او حدود دو سال در این تیم حضور داشت.

### پاس
وی پس حضور در تیم جوانان مس کرمان به تیم بزرگسالان پاس همدان پیوست. او در ۳۵ بازی در لیگ آزادگان برای باشگاه فوتبال پاس همدان به میدان رفت و ۱۵ گل نیز برای این تیم به ثمر رساند.

### ذوب‌آهن اصفهان
او در نقل انتقالات تابستانی سال ۱۳۹۲ به تیم ذوب‌آهن اصفهان پیوست. تبریزی سابقهٔ کاپیتانی ذوب‌آهن را داراست. با درخشش او در ترکیب ذوب‌آهن مورد توجه باشگاه فوتبال استقلال قرار گرفت.
وی تنها بازیکنی بود که در فصل ۹۷–۱۳۹۶ لیگ برتر فوتبال ایران پوکر کرد. وی برابر استقلال خوزستان چهارگل زده است.

### استقلال تهران
او در نقل انتقالات تابستانی سال ۱۳۹۷ با قراردادی دو ساله به تیم فوتبال استقلال تهران پیوست؛ او در اولین بازی خود در لیگ برتر برای استقلال، توانست اولین گل خود را برای استقلال مقابل تراکتورسازی بزند و همچنین او در بازی برگشت با السد در لیگ قهرمانان آسیا برای تیمش گلزنی کرد.

### گل گهر سیرجان
او در آخرین روزهای نقل و انتقالات فصل ۹۸–۹۹ لیگ برتر فوتبال ایران، به تیم گل گهر ملحق شد.

## آمار باشگاهی

### آمار گلزنی
تا تاریخ ۳۰ ژوئیه ۲۰۲۱
| باشگاه          | فصل             | لیگ             | لیگ  | لیگ | جام حذفی | جام حذفی | قاره | قاره | مجموع | مجموع |
| باشگاه          | فصل             | لیگ             | بازی | گل  | بازی     | گل       | بازی | گل   | بازی  | گل    |
| --------------- | --------------- | --------------- | ---- | --- | -------- | -------- | ---- | ---- | ----- | ----- |
| پاس همدان       | ۹۰–۱۳۸۹         | لیگ برتر        | ۲    | ۰   | ۰        | ۰        | _    | _    | ۲     | ۰     |
| پاس همدان       | ۹۱–۱۳۹۰         | لیگ آزادگان     | ۱۲   | ۳   | ۰        | ۰        | _    | _    | ۱۲    | ۳     |
| پاس همدان       | ۹۲–۱۳۹۱         | لیگ آزادگان     | ۲۱   | ۲   | ۰        | ۰        | _    | _    | ۲۱    | ۲     |
| مجموع پاس همدان | مجموع پاس همدان | مجموع پاس همدان | ۳۵   | ۵   | ۰        | ۰        | _    | _    | ۳۵    | ۵     |
| ذوب‌آهن          | ۹۳–۱۳۹۲         | لیگ برتر        | ۲۶   | ۲   | ۱        | ۰        | _    | _    | ۲۷    | ۲     |
| ذوب‌آهن          | ۹۴–۱۳۹۳         | لیگ برتر        | ۲۸   | ۷   | ۵        | ۱        | _    | _    | ۳۳    | ۸     |
| ذوب‌آهن          | ۹۵–۱۳۹۴         | لیگ برتر        | ۲۶   | ۷   | ۵        | ۲        | ۸    | ۱    | ۳۹    | ۱۰    |
| ذوب‌آهن          | ۹۶–۱۳۹۵         | لیگ برتر        | ۲۷   | ۱۰  | ۶        | ۲        | ۶    | ۲    | ۳۹    | ۱۴    |
| ذوب‌آهن          | ۹۷–۱۳۹۶         | لیگ برتر        | ۳۰   | ۱۳  | ۱        | ۰        | ۹    | ۶    | ۴۰    | ۱۹    |
| ذوب‌آهن          | ۹۸–۱۳۹۷         | لیگ برتر        | ۱    | ۰   | ۰        | ۰        | ۰    | ۰    | ۱     | ۰     |
| مجموع ذوب آهن   | مجموع ذوب آهن   | مجموع ذوب آهن   | ۱۳۸  | ۳۹  | ۱۸       | ۵        | ۲۳   | ۹    | ۱۸۰   | ۵۳    |
| استقلال         | ۹۸–۱۳۹۷         | لیگ برتر        | ۲۳   | ۵   | ۱        | ۰        | ۴    | ۲    | ۲۸    | ۷     |
| استقلال         | ۹۹–۱۳۹۸         | لیگ برتر        | ۱۱   | ۰   | ۲        | ۰        | ۳    | ۰    | ۱۶    | ۰     |
| مجموع استقلال   | مجموع استقلال   | مجموع استقلال   | ۳۴   | ۵   | ۳        | ۰        | ۷    | ۲    | ۴۴    | ۷     |
| گل گهر          | ۰۰–۱۳۹۹         | لیگ برتر        | ۱۴   | ۱   | ۲        | ۰        | _    | _    | ۱۶    | ۱     |
| گل‌گهر           | ۰۱–۱۴۰۰         | لیگ برتر        | ۱۹   | ۴   | ۲        | ۰        | _    | _    | ۲۱    | ۴     |
| گل‌گهر           | ۰۲–۱۴۰۱         |                 | -    | -   |          |          |      |      |       |       |
| مجموع گل گهر    | مجموع گل گهر    | مجموع گل گهر    | ۶۳   | ۱۳  | ۴        | ۰        | _    | _    | ۳۷    | ۵     |
| مجموع آمار      | مجموع آمار      | مجموع آمار      | ۲۴۰  | ۵۵  | ۲۵       | ۵        | ۳۰   | ۱۱   | ۲۹۵   | ۷۱    |

- آمار پاس گل

| فصل       | تیم     | پاس گل |
| --------- | ------- | ------ |
| ۲۰۱۳–۲۰۱۴ | ذوب‌آهن  | ۴      |
| ۲۰۱۴–۲۰۱۵ | ذوب‌آهن  | ۲      |
| ۲۰۱۵–۲۰۱۶ | ذوب‌آهن  | ۲      |
| ۲۰۱۶–۲۰۱۷ | ذوب‌آهن  | ۲      |
| ۲۰۱۷–۲۰۱۸ | ذوب‌آهن  | ۶      |
| ۲۰۱۸–۲۰۱۹ | ذوب‌آهن  | ۰      |
| ۲۰۱۸–۲۰۱۹ | استقلال | ۱      |
| ۲۰۱۹–۲۰۲۰ | استقلال | ۱      |
| ۲۰۲۰–۲۰۲۱ | گل‌گهر   | ۰      |
| مجموع     | مجموع   | ۱۸     |

## ملی

### تیم ملی امید
تبریزی سابقهٔ بازی برای تیم ملی فوتبال امید ایران را در کارنامه دارد. پنج بازی رسمی انجام داده و دو گل نیز به ثمر رسانده است.

### تیم ملی بزرگسالان
مرتضی تبریزی در سال ۲۰۱۶ در بازی‌های مقدماتی جام جهانی ۲۰۱۸ به تیم ملی فوتبال ایران دعوت شد اما نامش در فهرست نهایی قرار نگرفت.
پس از آن باری دیگر که او در یکی از بهترین شرایط بدنی و تاکتیکی خودش قرار داشت و جزو مدعیان آقای گلی لیگ برتر (۱۳۹۶–۱۳۹۷) بود، با دعوت کارلوس کی‌روش به این اردو فراخوانده شد.

## افتخارات

### ذوب‌آهن
لیگ برتر
- نایب قهرمانی در لیگ برتر ۹۷–۱۳۹۶

جام حذفی
- قهرمانی در جام حذفی ۹۴–۱۳۹۳
- قهرمانی در جام حذفی ۹۵–۱۳۹۴

سوپر جام
- قهرمانی در سوپر جام ۱۳۹۵

### استقلال
- نایب قهرمانی لیگ برتر خلیج فارس ۹۹–۱۳۹۸
- نایب قهرمانی جام حذفی فوتبال ایران ۹۹–۱۳۹۸

### فردی
- تیم منتخب فصل لیگ برتر خلیج فارس: ۹۷–۱۳۹۶
- دومین گلزن برتر فصل لیگ برتر خلیج فارس: ۹۷–۱۳۹۶ (۱۳ گل)